# Truth or Consequences, New Mexico
Truth or Consequences este o localitate, municipalitate și sediul comitatului Sierra din statul New Mexico, Statele Unite ale Americii.